# Čashnagir
Čashnagir (paraula persa que vol dir "degustador") fou un càrrec de la cort dels seljúcides i dinasties posteriors a l'Orient, incloent els mamelucs egipcis, que era generalment exercit per un "amir".
A la cort otomana apareix el Čashnagir-bashi o "cap degustador". En un document de 1478/1479 s'esmenten dotze "dhawwakin" (gustadors) dirigits per Sinan Bey; posteriorment ja apareixen els degustadors en nombre considerable (van arribar a ser fins a 117); el seu nombre es va reduir més tard i al segle xviii només eren 50 i el seu rang havia baixat a la cinquena classe.